# Noailles, Tarn
 Noailles, Tarn  là một xã thuộc tỉnh Tarn trong vùng Occitanie ở phía nam nước Pháp. Xã này nằm ở khu vực có độ cao trung bình 230 mét trên mực nước biển.
Thị trấn nằm ở hữu ngạn sông Vère chảy theo hướng tây nam qua giữa thị trấn.